# 모렐렛 나무 개구리
모렐렛 나무 개구리 (Agalychnis moreletii)는 검은 눈 잎 개구리, 뽀빠이 하일라로도 알려져있으며 개구리아과(Phyllomedusinae)에 속하는 개구리 종이다.
벨리즈, 엘살바도르, 과테말라, 온두라스 그리고 멕시코 등의 지역에서 발견된다.
이 개구리는 아열대, 열대 습윤 저지대 숲이나 아열대, 열대 습윤 산악 숲이나 담수 습지, 간헐적인 담수 습지를 서식지로 삼는다.

## 설명
물리적으로 보면, 모렐렛 나무 개구리는 관련된 붉은 눈 나무 개구리(A. callidryas)와 비슷한 형태를 가지고 있으며, 분포 범위가 일부 겹치지만 약간 작고, 몸이 더 균일하게 녹색이고, 눈은 진검은색이며, 배 아랫부분은 빨간색이나 분홍색이다.

## 분포 및 서식지
모렐렛 나무 개구리는 주로 습하고 아열대성 저지대 숲, 산악 또는 구름 숲, 또는 충분한 나무가 있는 습지 서식지에 서식한다 . 이 종은 멕시코 남부에서 온두라스 북서부까지 중앙 아메리카 중부와 벨리즈, 엘살바도르, 과테말라 에서 발견된다. 멕시코에서는 베라크루스의 대서양과 태평양 경사면에서 모두 관찰되었으며 특히 코르도바 주변의 언덕에서 발견되었다. 북쪽으로는 푸에블라의 쿠에트 살란에서도 발견되었다. 멕시코 태평양 연안에서는 아카풀코, 게레로 근처에서 발견되었으며 치아파스 및 오아하카 주에서도 알려져 있다. 다른 곳에서는 이 종이 셀라케 국립공원(온두라스), 마야 산맥(벨리즈), 과테말라 언덕의 대부분 태평양 경사지, 산타 아나 화산(엘살바도르) 근처 및 산살바도르 주변 태평양 경사지에서 관찰되었다. 그들은 사람의 손이 닿았거나 닿지 않은 서식지 모두에서 살 수 있으며, 일시적이거나 영구적인 수역에서 번식한다.

## 생식과 생활주기
여름철에는 번식 기간이 연장된다. 암컷은 짝을 고를 때 가장 듣기 좋은 짝짓기 울음소리를 내는 수컷을 찾는 경향이 있다. 듣기 좋은 울음소리는 가장 길고 박자가 가장 빠른 소리이다. 이 종은 물 위의 식물이나 바위에 50~75개의 알을 낳는다. 모렐렛 나무 개구리의 알은 녹색 색소를 가지고 있으며 부화 후 유충은 물속으로 떨어져 개구리로의 발달을 완료한다.

## 보존
모렐렛 나무 개구리는 이 서식지에 많이 서식하며 전 세계적으로 애완동물로 키우고 있다. 산업과 농업이 저지대 산악림 파괴의 주요 원인으로 여겨지며 양서류를 죽이는 전염병인 키트리디오미코시스라는 질병으로 인해 모렐렛 나무 개구리 개체수도 영향을 받고 있다. 진균증과 서식지 파괴로 인해 향후 10년 안에 개체수가 80% 이상 감소할 것으로 예상된다. 이 개구리는 몇몇 환경에서는 완전히 멸종된 것으로 보고있다. 예를 들어, 이미 2004년에 수행된 한 연구에서는 모렐렛 나무 개구리가 멕시코 남부 지역에서 근절될 수 있다고 주장했다.
그들의 생존은 인간과 질병으로 인한 개체수 감소와 관련된 여러 가지 요인에 달려 있다. 일부 보존 조치를 시행하고있는 반면 다른 조치는 아직 실행이나 연구가 필요하다. 중앙아메리카와 멕시코 지역에는 서식지 파괴를 막기 위한 몇몇 보호 공원이 조성되었다. 현재 이 개체군의 상태를 더욱 잘 이해하기 위한 분류학적 연구가 진행 중이다. 그러나 모렐렛 나무 개구리 개체수 추세를 파악하기 위해서는 시간적, 공간적 측면에서 더 많은 데이터가 필요하다.

## 참고문헌
1. 1 2 3  “Observations • iNaturalist”. 《iNaturalist》. 2024년 4월 12일에 확인함.
2. 1 2 3 4  “Observations • iNaturalist”. 《iNaturalist》. 2024년 4월 12일에 확인함.
3. ↑  Lips, K. R.; J. R. Mendelson 3rd; A. Muñoz-Alonso; L. Canseco-Márquez; D. G. Mulcahy (2004). “Amphibian population declines in montane southern Mexico: Resurveys of historical localities” (PDF). 《Biological Conservation》 119 (4): 555–564. doi:10.1016/j.biocon.2004.01.017.

## 추가 읽기
- 이, JC 1996. 유카탄 반도의 양서류와 파충류. 코넬대학교 출판부. 이타카, 뉴욕, 미국.
- Duellman, WE 2001. 미국 중부의 하일리드 개구리. 양서류 및 파충류 연구 학회. 이타카, 뉴욕, 미국.